# Lega tedesca degli studenti socialisti
La Lega tedesca degli studenti socialisti (in tedesco: Sozialistischer Deutscher Studentenbund), conosciuta anche come Lega degli studenti socialisti tedeschi o con la sigla SDS, fu creata nel settembre del 1946 ad Amburgo come sindacato studentesco formalmente autonomo da ogni partito ma in effetti molto vicino al Partito Socialdemocratico di Germania.

## Storia

### Dalle origini al 1961
La vicinanza al Partito Socialdemocratico si accrebbe nei primi anni della  Guerra fredda, quando, sotto la presidenza di Helmut Schmidt e su pressione della dirigenza socialdemocratica, furono espulsi dalla Lega gli studenti comunisti, vicini o aderenti al KPD (Kommunistische Partei Deutschlands).
Nei primi anni del dopoguerra molti ex soldati ed ex ufficiali furono attivi nel SDS, tanto che molti nella SPD (partito di austera tradizione operaia), lo definivano il «circolo ufficiali di sinistra».
A partire dalla metà degli anni cinquanta le tensioni tra SDS ed SPD aumentarono, con il rifiuto da parte degli studenti del programma di riarmo tedesco, delle bombe atomiche e soprattutto del Programma di Bad Godesberg, che per la SPD segnò ufficialmente l'abbandono del marxismo e di ogni volontà di costruzione del socialismo ratificato nel congresso del 1959.

Da parte sua la SPD imputava al SDS di non aver rotto le relazioni con le organizzazioni giovanili dei paesi socialisti, giungendo ad accusare la Lega di essere infiltrata da agenti della Stasi. Nel 1960 fu fondata un'organizzazione studentesca fedele all'ortodossia socialdemocratica, la Sozialdemokratische Hochschulbund (Lega universitaria socialdemocratica (SHB)). Nel 1961 la Direzione della SPD dichiarò l'incompatibilità tra l'adesione al partito e quella alla Lega degli studenti socialisti.

### Dal 1961 al Sessantotto
La Lega, ormai indipendente a tutti gli effetti, stringe solide relazioni con i sindacati dei lavoratori e, nel corso degli anni sessanta il SDS diventa poco a poco il nucleo della Nuova sinistra tedesca.
Cominciano le relazioni con Edward P. Thompson e con la New Left inglese, si accentua la critica al capitalismo e l'impronta marxista.
All'inizio del 1965, Rudi Dutschke, Dieter Kunzelmann e Bernd Rabehl aderiscono alla sezione berlinese del SDS e vi guadagnarono subito un ruolo dominante, soprattutto all'interno dei gruppi di lavoro sull'Internazionalismo proletario e sul Terzo mondo. Il 28 febbraio 1965 Rudi Dutschke fu eletto nel consiglio politico della Lega berlinese. Sotto la sua direzione il SDS si trasformò in un'organizzazione marxista di sinistra antiautoritaria e non dogmatica, fortemente critica verso il socialismo reale che con disprezzo Dutschke chiamava «socialismo di merda». Tale duro contrasto si esacerbò quando una spia della Stasi fu effettivamente scoperta, infiltrata tra i militanti, ma tutto ciò non impediva al SDS di aspirare ad una collaborazione sempre maggiore con i giovani della Germania orientale.
Nella seconda metà degli anni sessanta la SHB si riavvicinò al SDS, che aveva una posizione egemonica tra gli studenti tedeschi di sinistra, sia per adesioni che per ricchezza di elaborazione teorica. La Lega diventa il nucleo dell'opposizione extraparlamentare alla legislazione di emergenza e alla Guerra del Vietnam.
La prova della forza del movimento e dell'egemonia acquisita al suo interno si ebbe nel giugno del 1967. Il SDS organizzò manifestazioni contro la visita dello Scià di Persia; nel corso di esse un poliziotto, tale Kurras, assassinò uno studente, Benno Ohnesorg; solo nel 2009 emerse che Kurras in realtà era un IM della Stasi. La Lega proclamò scioperi, manifestazioni e proteste che bloccarono scuole ed università di tutta la Repubblica Federale. La forza dimostrata era ben superiore al numero degli iscritti che non superò mai, neanche al culmine, nel 1968, i 2500.

### Il Sessantotto
Nel corso del Sessantotto tedesco il SDS estende la propria lotta contro altri bersagli, come l'autoritarismo accademico e l'informazione monopolizzata dall'editore Axel Springer; ma l'organizzazione fu contestata dalle prime manifestazioni femministe e dilaniata da numerose scissioni.
Dopo l'attentato a Rudi Dutschke (11 aprile 1968), la direzione della Lega passò a Hans Jürgen Krahl, che impresse una svolta più teorica e di elaborazione di fondo dell'analisi marxista.
Notevoli le posizioni critiche nei confronti dei paesi del Socialismo reale. Alla fine dell'agosto 1968 il SDS, su impulso di Dutschke e grazie all'impegno di  Hans Jürgen Krahl, organizzò manifestazioni contro l'intervento sovietico in Cecoslovacchia e in settembre il congresso nazionale della Lega espulse cinque militanti che, a Sofia, si erano espressi in appoggio al regime bulgaro: queste posizioni accentuarono però le tensioni interne e le spirali delle scissioni.

### Gli ultimi anni e lo scioglimento
Alla fine del 1969 alcuni gruppi ortodossi si riunirono nella Associazione degli studenti marxisti, dalla quale più tardi derivò l'Unione studentesca marxista Spartaco. Altri militanti, soprattutto dell'ala antiautoritaria, si riunirono nel "Gruppo K", oppure si impegnarono nei diversi movimenti di rinnovamento sociale e culturale.
Il 21 marzo 1970 il direttivo federale del SDS, nell'ultima riunione svoltasi nella «Casa degli studenti di Francoforte», autodissolve per acclamazione l'organizzazione. Alcuni gruppi locali del SDS continuarono ad operare in alcune università (come ad Heidelberg), finché le autorità proibirono la loro azione con un ordine del 24 giugno 1970.

## L'eredità
Nel 2007 l'organizzazione studentesco del nuovo partito della sinistra tedesca Die Linke ha adottato il nome di SDS (Sozialistisch-Demokratischer Studierendenverband) nel proprio congresso di fondazione, per rivendicare la continuità con la storica organizzazione del Sessantotto.

## Militanti conosciuti del SDS
| - Gerhard Amendt - Günter Amendt - Claus Arndt - Ralf Dahrendorf - Frank Deppe - Rudi Dutschke - Horst Ehmke - Peter Gäng - Hannes Heer | - Heinz-Joachim Heydorn - Jürgen Horlemann - Susanne Kleemann - Hans Jürgen Krahl - Wolfgang Lefèvre - Ulrich Lohmar - Horst Mahler - Ulrike Meinhof | - Peter von Oertzen - Bernd Rabehl - Jan-Carl Raspe - Reimut Reiche - Helke Sander - Helmut Schauer - Helmut Schmidt - Joscha Schmierer | - Christian Semler - Karin Struck - Fritz Teufel - Karl Wittrock - Frank Wolff - Karl Dietrich Wolff - Wolfgang Zeidler - Matthias Beltz |